# Трайнин, Арон Наумович
Аро́н Нау́мович Трайнин (также Мовша-Арон Нохимович Трайнин; 26 июня [8 июля] 1883, Витебск — 7 февраля 1957, Москва) — советский учёный-правовед, криминолог и специалист по уголовному праву, доктор юридических наук, профессор, член-корреспондент АН СССР (1946), заслуженный деятель науки РСФСР.

## Биография
Родился в Витебске 26 июня (8 июля) 1883 года в еврейской семье.
В 1903 году окончил Калужскую гимназию с золотой медалью и в том же году поступил в Московский университет на юридический факультет, где учился до 1908 года. Был оставлен при университете на кафедре уголовного права для подготовки к профессорскому званию (1909—1912), но в 1911 году подал в отставку в связи с делом Кассо. В 1912—1918 преподавал в Народном университете А. Л. Шанявского и вёл частную практику. В 1916—1917 годах редактировал газету еврейской интеллигенции «Новый путь».
После Октябрьской революции 1917 года работал во Всесоюзном научно-исследовательском институте юридических наук (1925—1938) (бывший Институт по изучению преступника и преступности при НКВД СССР). Преподавал в Московском государственном университете (1920—1930, а затем — в 1943—1954). В 1931 году в связи с упразднением юридического факультета МГУ перешёл на работу во Всесоюзную правовую академию (1935—1940), а после закрытия Всесоюзной правовой академии в 1940 году, в течение года работал в Московском юридическом институте. Кроме этого, занимался адвокатской практикой.
17 ноября 1938 года постановлением Высшей аттестационной комиссии А.Н. Трайнин был утвержден в учёной степени доктора юридических наук (без защиты диссертации) и с ноября 1938 года работал в Институте права АН СССР (1938—1954). 4 декабря 1946 года был избран членом-корреспондентом Академии наук СССР по Отделению экономики и права, по специальности «уголовное право».
После восстановления юридического факультета в составе МГУ в 1942 году стал заведующим кафедрой уголовного права и занимал эту должность до 1954 года, а затем преподавал в МГУ в качестве профессора кафедры уголовного права.
Умер 7 февраля 1957 года в Москве. Похоронен на Новодевичьем кладбище у центрального входа, справа (5 участок), во втором ряду, могила признана объектом культурного наследия федерального значения.

## Научная и общественная деятельность
Во время первой русской революции в 1905—1907 принимал участие в партийной работе в составе большевистской студенческой социал-демократической организации Московского университета.
Ещё будучи студентом последнего курса, А. Н. Трайнин опубликовал научную работу «Движение преступности в Московской губернии за период 1884—1897 гг.» (1908). По окончании Московского университета в 1908 году представил работу на тему: «Классовая борьба и наказание в истории русского права».
Среди первых публикаций Трайнина — статьи о правовом положении евреев в Российской империи («Евреи и воинская повинность», газета «Русские ведомости», 1909; «Классовая дифференция евреев в России», журнал «Право», 1910; «Преступление и наказание», «Процесс бесправия», газета «Русские ведомости», 1912) и многочисленные публикации в редактируемом из издании еврейской интеллигенции «Новый путь». В качестве присяжного поверенного выступил одним из соучредителей общественной организации Московский Политический Красный Крест (МПКК), участники которой с 1924 года, в основном по 1931 год, среди прочей правозащитной деятельности, помогали ссыльным, принадлежавшим к сионистским партиям, осуществить замену ссылки на выезд в подмандатную Палестину.
Трайнин был автором монографий по уголовному праву (напр., «Уголовное право РСФСР. Часть особенная: Преступления против государства и социального порядка», 1925), одного из первых советских учебников по правоведению (таких как: «Уголовное право. Общая часть: Учебник», 1938; соавторы: Герцензон А. А., Дурманов Н. Д., Исаев М. М., Маньковский Б., Меньшагин В. Д., Ошерович Б. С., Пионтковский А. А., Трайнин А. Н., Утевский Б. С.) и многочисленных публикаций в области международного права, например, «Уголовная ответственность гитлеровцев» (1944). Он был автором первого исследования учения о соучастии («Учение о соучастии», 1941). Некоторые положения, выработанные им, впоследствии легли в основу УК РСФСР 1960 года.
Во время Великой Отечественной войны принимал участие в антифашистском движении в составе международной группы еврейских интеллектуалов[уточнить] и общественных деятелей, таких как Соломон Михоэлс, Илья Эренбург, Альберт Эйнштейн и др.

### Преступная агрессия
В 1945 году Трайнин представлял Советский Союз на Лондонской четырёхсторонней конференции, которая работала над уставом Международного военного трибунала для готовящегося Нюрнбергского процесса над главными военными преступниками во Второй мировой войне, а затем участвовал в процессе в качестве консультанта советского обвинения (с 20 ноября 1945 по 1 октября 1946 года в Международном военном трибунале в Нюрнберге, Германия). Ввел в международное право понятие преступной агрессии.

Американский учёный-юрист Бет ван Шаак (Beth van Schaack) так определяет вклад Трайнина в международное право:

Трайнину приписывают настойчивое стремление к созданию международного суда после войны в его научных трудах и задолго до того, как союзники поддержали эту идею; он выдвинул концепцию преступлений против мира (или «преступления агрессии» в сегодняшнем лексиконе), и выступал за создание постоянного международного уголовного суда для будущих военных преступников.

Трайнин был вдохновлен искренней верой в то, что международное право может быть силой мира и что Советский Союз может сыграть прогрессивную роль в его развитии.(…) Хотя Советы не участвовали в работе Комиссии ООН по военным преступлениям, которая разрабатывала послевоенную программу для правосудия, многие идеи Трайнина были представлены через чешского посланника Богуслава Эчера, который был знаком с научными работами Трайнина. В результате многие идеи Трайнина в конечном итоге были подхвачены ключевыми архитекторами правосудия среди союзников — часто без указания авторства.— Beth Van Schaack.Setting the Record Straight on the Soviets at Nuremberg

## Награды
- два ордена Трудового Красного Знамени (в том числе 10.06.1945)
- медали